# Ridgewayia gracilis
Ridgewayia gracilis är en kräftdjursart som beskrevs av M. S. Wilson 1958. Ridgewayia gracilis ingår i släktet Ridgewayia och familjen Ridgewayiidae. Inga underarter finns listade i Catalogue of Life.